# .ph
.ph — национальный домен верхнего уровня для Филиппин.
Официальным регистратором доменов .ph является dotPH Domains Inc. dotPH содержит и поддерживает базу данных доменных имен PH, в частности .ph, .com.ph, .net.ph и .org.ph. Регистраторами доменных имен являются не только частные лица, предприятия и организации на Филиппинах, но и в других частях мира.
Домен .ph в настоящее время администрируется Хосе Эммануэлем «Джоэлем» Дисини который также является нынешним генеральным директором dotPH. Дисини был администратором домена с тех пор, как Джон Постел назначил ему домен в 1990 году. Домен спонсируется PH Domain Foundation, социальным отделом dotPH, который также был основан Дисини вместе с группой ИТ-профессионалов в августе 1999 года.
В 1994 году управление доменом .gov.ph было передано правительству Филиппин. Аналогичным образом, домен .edu.ph был передан Philippine Network Foundation, Inc. (PHNET).

## История

### Рождение регистрации .ph
В 1989 году Джоэл Дисини основал Email Company (EMC), одного из первых провайдеров Интернет-услуг на Филиппинах. В то время большинство сетей (включая EMC) были подключены к Интернету через UUCP. Сеть Дисини имела соединение UUCP с UUNET. Это сетевое соединение, наряду с дипломом Дисини как дипломированного специалиста по информатике и электротехнике Калифорнийского технологического института и пятилетним опытом разработки программного обеспечения для сетей и коммуникаций для Macintosh в Купертино, Калифорния, стало основой для Джона Постела, который делегировал ему домен .ph. Домен верхнего уровня с кодом страны .ph был официально делегирован 14 сентября 1990 года. С тех пор домены .ph стали коммерчески доступными для общественности.
В 1994 году глобальная сеть PHNET, проект, финансируемый DOST, завершила свое развитие и смогла соединить Филиппины с остальным миром, установив TCP/IP-соединения с США с использованием международных выделенных линий со скоростью 64 кбит/с.
На этом этапе PHNET Foundation хотела взять на себя администрирование реестра доменов .ph. Состоялись длительные переговоры, и в конечном итоге ответственность за администрирование доменов .edu.ph и .gov.ph была передана Фонду PHNET и Департаменту науки и технологий соответственно.
В то время стоимость домена варьировалась от 450 до 1350 песо. Домены, зарегистрированные в течение этого периода, не имели срока действия и, следовательно, не имели скорости продления, что означает срок действия ярлыка доменов. Однако за изменение этих доменов взималась плата. Пожизненные домены не подлежали передаче и действительны только в течение срока действия первоначального регистранта.

### PH Domain Foundation и dotPH
В августе 1999 года Дисини и технические специалисты EMC создали PH Domain Foundation . Он стремился продвигать Интернет и бесплатные неограниченные почтовые услуги в сельской местности. Он также отвечал за бизнес по продаже доменов и ведение реестра доменов .ph.
1 октября 1999 года PH Domain Foundation запустила полностью автоматизированную онлайн-систему для регистрации доменов. Он также запустил плоское доменное пространство .ph, позволяющее людям регистрировать домены, такие как «domainname.ph». Регистрация бессрочных доменов была приостановлена, и все домены, зарегистрированные после 1 октября, впоследствии имели срок действия. Эти владельцы доменов должны были заплатить комиссию за продление своих доменов.
Примерно в это же время коммерческая и техническая сторона PH Domain Foundation была обозначена как dotPH. Деятельность, связанная с доменами и бизнесом, теперь приписывалась dotPH, например, разрешение спора между Yahoo! Филиппины и другая филиппинская компания запускали автоматизированной системы онлайн-регистрации и даже администрирование самого реестра доменов .ph. По сей день dotPH является официальным реестром доменов на Филиппинах.